# Aquis nubifera
Aquis nubifera är en fjärilsart som beskrevs av Walker 1864. Aquis nubifera ingår i släktet Aquis och familjen trågspinnare. Inga underarter finns listade i Catalogue of Life.